# Sa'id bin Tahnun Al Nahyan
Sa'id bin Tahnun Al Nahyan (in arabo سعيد بن طحنون آل نهيان‎?; ... – 1855), è stato emiro di Abu Dhabi dal 1845 al 1855.

## Ascesa al trono
Dopo l'omicidio di suo zio, Khalifa bin Shakhbut Al Nahyan, ci fu un periodo di lotta per la guida dei Banu Yas. Inizialmente a succedergli fu Isa bin Khalid ma poco dopo fu ucciso da Dhiyab bin Isa. Khalid bin Isa assassinò Dhiyab e fuggì a Sharja, lasciando due influenti leader dei Banu Yas, Mohammed bin Humaid e Rashid bin Fadhil, per rimuovere il pretendente al forte di Abu Dhabi, uno dei fratelli di Khalid, e concedere il potere a un figlio dell'ex leader Tahnun bin Shakhbut, Saeed bin Tahnun.
Saeed arrivò ad Abu Dhabi senza problemi, supportato dai suoi due influenti promotori e approvato dagli inglesi. Si trasferì rapidamente per sedare un disturbo tra il secessionista Qubaisat e riportare quelle terre sotto il dominio di Abu Dhabi. Spogliò le loro barche e li costrinsi a pagare i loro debiti, a tornare sotto il dominio di Abu Dhabi e a pagare una multa.

## al-Buraymi
Saeed si spostò anche verso al-Buraymi, catturando i suoi due forti caduti nelle mani dei wahhabiti con l'aiuto delle tribù Dhawahir e Awamir. Quindi riunì i Bani Qitab, i Ghafalah, gli Awamir e i Banu Yas a Khatam e mise i Manasir e i Mazari Bani Yas ad al-Dhafrah per bloccare l'esercito wahhabita alleggerito guidato da Sa'ad bin Mutlaq. Nel 1850, la grande alleanza tribale di Saeed aveva liberato l'oasi di al-Buraymi delle forze wahhabite. Successivamente accettò uno stipendio dal sultano di Mascate per la difesa di al-Buraymi.

## Rivolta
Nel 1855, Saeed bin Tahnun fu coinvolto in una disputa che coinvolse l'omicidio dell'anziano di una tribù ad opera del fratello. L'omicidio fu considerato non senza giustificazione, ma Saeed fu sordo alle imprecazioni dei Banu Yas e decise di far giustiziare l'assassino. All'uomo fu fatta una promessa di perdono ma quando fu portato alla presenza di Saeed, lo sceicco estrasse il suo pugnale e lo uccise. La conseguente violenta rivolta spinse Saeed a rifugiarsi prima nel suo forte e poi a esiliarsi sull'isola di Qish.
Gli succedette Zayed bin Khalifa.